# Výnosnost celkových aktiv
Výnosnost celkových aktiv je taktéž zvaná rentabilitou aktiv (ROA – return on assets). Ukazatel rentability aktiv ukazuje jak umí společnost generovat zisk ze svých aktiv. Ve vzorci je na straně čitatele zisk (výsledek hospodaření) a ten může být proměnný. Jeho proměnlivost je dána formou uvedení zisku. Ten může být uveden před zdaněním (EBIT – earning before interests and taxes) nebo po zdanění (EAT – earning after taxis). Tento ukazatel patří do rodiny poměrových ukazatelů a spolu s ukazateli rentability vlastního kapitálu (ROE – return on equity), rentability investic (ROI – return on investment) a rentability tržeb (ROS – return on sales) mohou pomoci s rychlým hodnocením fungování firmy z pohledu vlastníka.
Výpočet ukazatele rentability aktiv (ROA) = (výsledek hospodaření/celková aktiva)